# Batagor
Le batagor (abréviation de bakso tahu horeng, en soundanais et indonésien : « bakso [et] tofu frits ») est un plat soundanais d'Indonésie, populaire en Asie du Sud-Est, composé de boulettes de poisson frit, généralement servies avec une sauce aux cacahuètes. Il est traditionnellement préparé à partir de chair de poisson tenggiri (wahoo) hachée, bien que d'autres produits de la mer tels que le thon, le maquereau et les crevettes puissent également être utilisés. La pâte de poisson est ensuite farcie dans des pâtes à wonton ou fourrée dans du tofu, puis frite dans de l'huile de palme.
Dans la rue, les boulettes frites batagor sont généralement servies avec du tofu frit et des gâteaux de poisson otak-otak frits en forme de doigts. Ces composants[pas clair] de batagor sont coupés en petites bouchées et garnis de sauce aux cacahuètes, de kecap manis (sauce soja sucrée), de sambal (pâte de chili) et de jus de citron vert. En tant qu'aliment frit, les batagor ont généralement une texture croustillante et croquante. Comme la méthode de service est identique, les batagor et les siomay sont souvent vendus par le même détaillants, les batagor étant proposés comme une variante croustillante des siomay.

## Histoire et origines

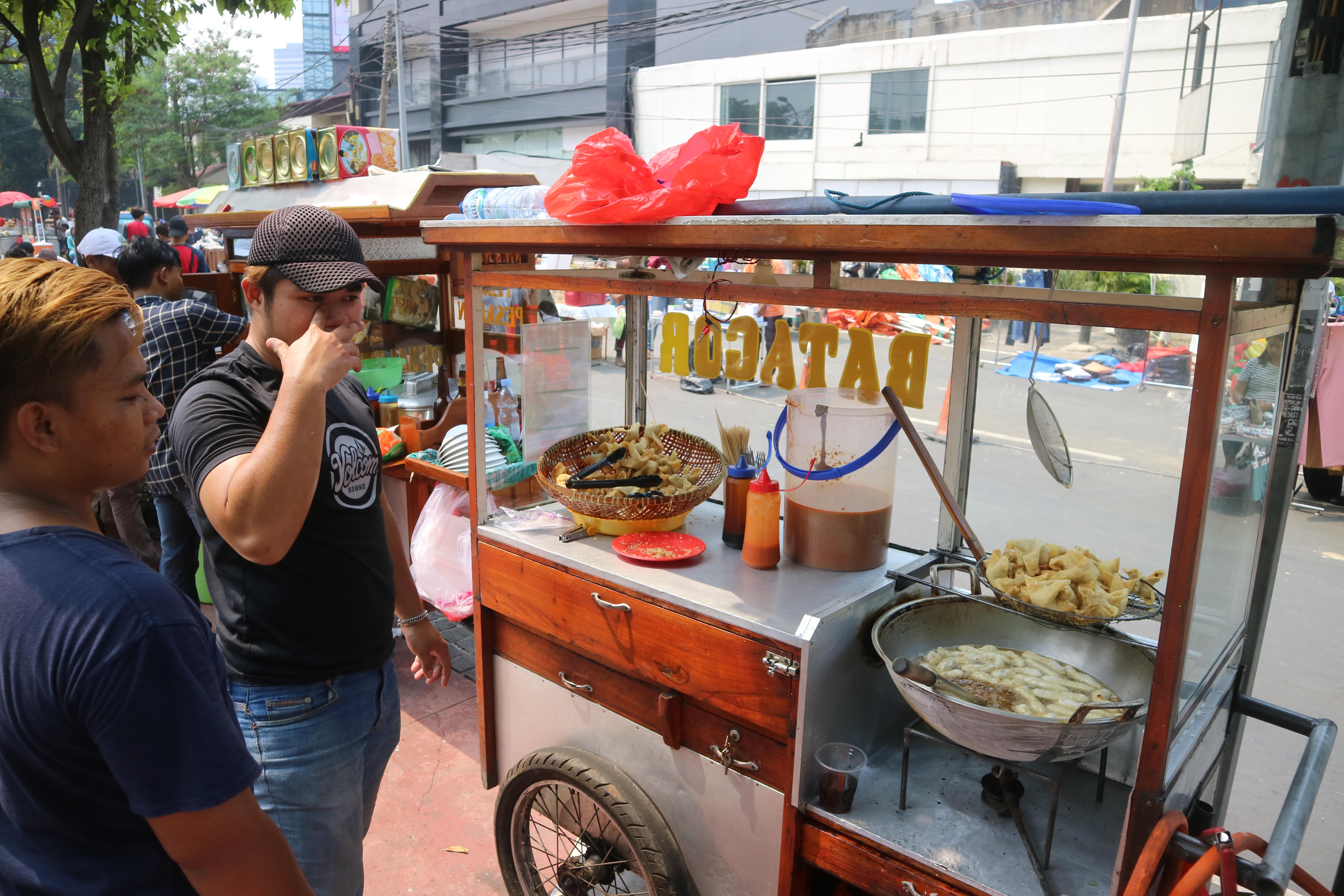
Un vendeur ambulant de batagor, à Jakarta.

Le batagor est omniprésent dans les villes indonésiennes, et on le trouve dans les stands de nourriture de rue, les charrettes, les vendeurs mobiles et les restaurants. Ce plat est influencé par la cuisine chinoise indonésienne et pourrait être dérivé du siomay, la principale différence étant que le batagor est frit au lieu d'être cuit à la vapeur. Il a été facilement adapté à la cuisine locale soundanaise et, aujourd'hui, la plupart des vendeurs de batagor sont soundanais.
Le batagor a commencé à apparaître dans diverses villes indonésiennes à travers le pays dans les années 1980 et on pense qu'il a été inventé en 1968 à Bandung. Selon la légende, le batagor a été créé comme un moyen d'utiliser les boulettes de viande bakso restantes. On raconte qu'un jour le bakso ne s'est pas bien vendu et qu'un vendeur s'est retrouvé avec trop de restes. Afin de réduire ses pertes, il a alors eu l'idée de broyer les boulettes de viande, de les fourrer dans du tofu, de les faire frire et de les servir avec une sauce aux cacahuètes à la manière du siomay. C'est ainsi qu'est né un nouveau plat, le bakso tahu goreng (« bakso frit [et] tofu »), abrégé en « batagor, ».

## Variétés
Le batagor est traditionnellement servi avec une sauce aux cacahuètes, bien qu'à Bandung la plupart des vendeurs de batagor proposent également une variante servie dans un bouillon clair, le batagor kuah (« soupe de batagor »). La soupe peut être préparée en faisant chauffer du bouillon de poulet et en y ajoutant divers ingrédients tels que du poivre, du sucre, du sel, du poireau et du céleri. De la sauce chili, de la sauce tomate et du citron vert peuvent également être ajoutés pour donner plus de saveur à la soupe.
Le batagor est populaire pour sa saveur savoureuse, la texture croustillante de son enveloppe de wonton et de son tofu frits, et sa sauce arachide sucrée et salée. Le prix typique est assez abordable, une assiette de batagor modeste dans la rue coûtant environ 10 000 roupies indonésiennes, soit moins d'un dollar américain, en 2018.